# Anisodes
Anisodes är ett släkte av fjärilar. Anisodes ingår i familjen mätare.

## Dottertaxa tillAnisodes, i alfabetisk ordning[1]
- Anisodes abruptaria
- Anisodes absconditaria
- Anisodes acampes
- Anisodes acomposthena
- Anisodes acritophyrta
- Anisodes acrobeles
- Anisodes acuta
- Anisodes aedes
- Anisodes aequalipunctata
- Anisodes aguzata
- Anisodes albidiscata
- Anisodes albiorbata
- Anisodes albipupillata
- Anisodes alienaria
- Anisodes ampligutta
- Anisodes anablemma
- Anisodes anicma
- Anisodes annularis
- Anisodes antennaria
- Anisodes anulifera
- Anisodes apogona
- Anisodes aquila
- Anisodes arenosaria
- Anisodes areolaria
- Anisodes argenticristata
- Anisodes argentispila
- Anisodes argentosa
- Anisodes argyrisma
- Anisodes argyromma
- Anisodes argyromyces
- Anisodes argyrostygma
- Anisodes aspera
- Anisodes assamica
- Anisodes atridiscata
- Anisodes atrimacula
- Anisodes atristigma
- Anisodes aurantiata
- Anisodes auricosta
- Anisodes aurora
- Anisodes australis
- Anisodes balia
- Anisodes belgaumensis
- Anisodes biformis
- Anisodes binocellaria
- Anisodes bipartita
- Anisodes bipunctata
- Anisodes bisecta
- Anisodes bitactata
- Anisodes bizaria
- Anisodes brevipalpis
- Anisodes caducaria
- Anisodes calama
- Anisodes caligata
- Anisodes candara
- Anisodes castraria
- Anisodes catharinae
- Anisodes cedens
- Anisodes celebensis
- Anisodes celsa
- Anisodes centrata
- Anisodes ceramis
- Anisodes circummaculata
- Anisodes clandestina
- Anisodes clara
- Anisodes coecaria
- Anisodes coenosata
- Anisodes collusa
- Anisodes collustrata
- Anisodes colysirrhachia
- Anisodes comosa
- Anisodes compacta
- Anisodes complectaria
- Anisodes concinnipicta
- Anisodes condensata
- Anisodes conferta
- Anisodes confinaria
- Anisodes confiniscripta
- Anisodes congruaria
- Anisodes conjectata
- Anisodes connexa
- Anisodes contractata
- Anisodes contrariata
- Anisodes cora
- Anisodes costinotata
- Anisodes coxaria
- Anisodes cratoscia
- Anisodes cretacea
- Anisodes cristata
- Anisodes cryptorhodata
- Anisodes curtisi
- Anisodes curvisignata
- Anisodes cyclophora
- Anisodes dalmatensis
- Anisodes dampieri
- Anisodes decolorata
- Anisodes decorata
- Anisodes decretaria
- Anisodes decussata
- Anisodes delineata
- Anisodes demissaria
- Anisodes denticulata
- Anisodes deremptaria
- Anisodes dewitzi
- Anisodes dicycla
- Anisodes difficilis
- Anisodes diffusa
- Anisodes dilogia
- Anisodes dimerites
- Anisodes diplosticta
- Anisodes directata
- Anisodes discata
- Anisodes discifera
- Anisodes discofera
- Anisodes dispergaria
- Anisodes dispilota
- Anisodes dithyma
- Anisodes dognini
- Anisodes dotilla
- Anisodes dubiosa
- Anisodes dulcicola
- Anisodes effeminata
- Anisodes egens
- Anisodes endospila
- Anisodes eoraria
- Anisodes eos
- Anisodes ephyrata
- Anisodes epicoccastria
- Anisodes erubescens
- Anisodes evocata
- Anisodes exaucta
- Anisodes excavaria
- Anisodes expunctaria
- Anisodes expunctor
- Anisodes falsareolaria
- Anisodes fantomaria
- Anisodes fasciata
- Anisodes fastidiosa
- Anisodes faustina
- Anisodes ferruginata
- Anisodes festiva
- Anisodes fimbripedata
- Anisodes flavareata
- Anisodes flavicornis
- Anisodes flavidiscata
- Anisodes flavipuncta
- Anisodes flavirubra
- Anisodes flavispila
- Anisodes flavissima
- Anisodes flavistigma
- Anisodes flaviversata
- Anisodes frenaria
- Anisodes fulgurata
- Anisodes furcata
- Anisodes fuscisecta
- Anisodes gaeta
- Anisodes gaudebunda
- Anisodes geranium
- Anisodes germaini
- Anisodes gigantula
- Anisodes glareosa
- Anisodes globaria
- Anisodes glomerata
- Anisodes gloria
- Anisodes glycidora
- Anisodes gnophostephana
- Anisodes goliathi
- Anisodes gracililinea
- Anisodes granillosa
- Anisodes grisea
- Anisodes griseata
- Anisodes griseifascia
- Anisodes griseomixta
- Anisodes gueneei
- Anisodes harrietae
- Anisodes heterospila
- Anisodes heterostigma
- Anisodes heydena
- Anisodes hieroglyphica
- Anisodes hirtifemur
- Anisodes hirtipalpis
- Anisodes homostola
- Anisodes hyperpheres
- Anisodes hyperythra
- Anisodes hypocris
- Anisodes hypomion
- Anisodes ignea
- Anisodes ignorata
- Anisodes illepidaria
- Anisodes illinaria
- Anisodes imbuta
- Anisodes immemoraria
- Anisodes immixta
- Anisodes immonstrata
- Anisodes imparistigma
- Anisodes impavida
- Anisodes imperialis
- Anisodes importaria
- Anisodes inaequalis
- Anisodes incerta
- Anisodes incumbens
- Anisodes indecisa
- Anisodes indigens
- Anisodes iners
- Anisodes inhibita
- Anisodes inornata
- Anisodes inquinata
- Anisodes insigniata
- Anisodes insitiva
- Anisodes intermixtaria
- Anisodes interpolis
- Anisodes interpulsata
- Anisodes intortaria
- Anisodes irregularis
- Anisodes itinerans
- Anisodes japaria
- Anisodes javensis
- Anisodes jocosa
- Anisodes jonaria
- Anisodes khakiata
- Anisodes kohensis
- Anisodes lancearia
- Anisodes landanata
- Anisodes lapidata
- Anisodes lateritiaria
- Anisodes lateritica
- Anisodes latifasciata
- Anisodes laudanata
- Anisodes lautokensis
- Anisodes lechriostropha
- Anisodes leonaria
- Anisodes leptopasta
- Anisodes leucaniata
- Anisodes leucopelta
- Anisodes lichenaria
- Anisodes lichenea
- Anisodes liosceles
- Anisodes liposema
- Anisodes longidiscata
- Anisodes lophosceles
- Anisodes lutearia
- Anisodes lutosicosta
- Anisodes lyciscaria
- Anisodes maculata
- Anisodes maculidiscata
- Anisodes maculifera
- Anisodes magnidiscata
- Anisodes major
- Anisodes marginepunctata
- Anisodes maroniensis
- Anisodes matthias
- Anisodes maximaria
- Anisodes mediaria
- Anisodes mediolineata
- Anisodes mediusta
- Anisodes megista
- Anisodes melantroches
- Anisodes melitia
- Anisodes meniscata
- Anisodes mesocupha
- Anisodes mesotoma
- Anisodes metamorpha
- Anisodes metaspilata
- Anisodes metriopepla
- Anisodes mezclata
- Anisodes microsticta
- Anisodes microtera
- Anisodes minorata
- Anisodes mionectes
- Anisodes misella
- Anisodes monera
- Anisodes monetaria
- Anisodes montana
- Anisodes morbosa
- Anisodes multipunctata
- Anisodes nebulifera
- Anisodes nebuligera
- Anisodes nebulosata
- Anisodes nepheloscia
- Anisodes nephelospila
- Anisodes nesidica
- Anisodes nigricosta
- Anisodes nigridisca
- Anisodes nigrinotata
- Anisodes nigriscripta
- Anisodes nigriversa
- Anisodes nigropustulata
- Anisodes niveopuncta
- Anisodes niveostilla
- Anisodes nivestrota
- Anisodes nodigera
- Anisodes nudaria
- Anisodes oberthuri
- Anisodes obliquaria
- Anisodes obliterata
- Anisodes obliviaria
- Anisodes obrinaria
- Anisodes obscurata
- Anisodes obstataria
- Anisodes obviata
- Anisodes ochraria
- Anisodes ochricomata
- Anisodes ockendeni
- Anisodes ocularis
- Anisodes odontota
- Anisodes oothesia
- Anisodes ophthalmicata
- Anisodes orboculata
- Anisodes ordinata
- Anisodes ovisignata
- Anisodes palingenes
- Anisodes palirrhoea
- Anisodes pallescens
- Anisodes pallida
- Anisodes pantophyrta
- Anisodes paragloria
- Anisodes parallela
- Anisodes paratropha
- Anisodes parciscripta
- Anisodes parcisquamata
- Anisodes parva
- Anisodes parvidens
- Anisodes patruelis
- Anisodes paucinotata
- Anisodes pauper
- Anisodes penumbrata
- Anisodes pepira
- Anisodes perdecorata
- Anisodes perpunctulata
- Anisodes perscripta
- Anisodes pictimaculis
- Anisodes pilibrachia
- Anisodes pintada
- Anisodes plenifasciata
- Anisodes pleniluna
- Anisodes plenistigma
- Anisodes plethophora
- Anisodes plotosphera
- Anisodes plumbeodisca
- Anisodes poeciloptera
- Anisodes poliotaria
- Anisodes polysticta
- Anisodes pomidiscata
- Anisodes porphyropis
- Anisodes portenta
- Anisodes posticampla
- Anisodes posticamplum
- Anisodes posticipuncta
- Anisodes postposita
- Anisodes potreria
- Anisodes praetermissa
- Anisodes prionodes
- Anisodes privata
- Anisodes proconcava
- Anisodes prunellaria
- Anisodes prunelliaria
- Anisodes psilomera
- Anisodes ptochopoea
- Anisodes pulverata
- Anisodes pulverentula
- Anisodes pulverulenta
- Anisodes pulvinaris
- Anisodes punctata
- Anisodes punctulosa
- Anisodes purgata
- Anisodes pyrrhocrica
- Anisodes radiata
- Anisodes raspata
- Anisodes recreta
- Anisodes recumbens
- Anisodes recusataria
- Anisodes renifera
- Anisodes renistigma
- Anisodes resignata
- Anisodes responsaria
- Anisodes rhodobapta
- Anisodes rhodostigma
- Anisodes roseofusa
- Anisodes rothschildi
- Anisodes rotundata
- Anisodes rubrannulata
- Anisodes rubrior
- Anisodes rubripuncta
- Anisodes rubrisecta
- Anisodes rudis
- Anisodes rufannularia
- Anisodes ruficeps
- Anisodes ruficosta
- Anisodes rufidorsata
- Anisodes rufifrons
- Anisodes rufiplaga
- Anisodes rufistigma
- Anisodes rufulata
- Anisodes sabulosa
- Anisodes samoana
- Anisodes sanguinata
- Anisodes sarawackaria
- Anisodes sarawakaria
- Anisodes sbesta
- Anisodes scintillans
- Anisodes scioëssa
- Anisodes sciota
- Anisodes scriptata
- Anisodes semicompleta
- Anisodes seposita
- Anisodes silas
- Anisodes similaria
- Anisodes simplex
- Anisodes sopater
- Anisodes sordida
- Anisodes sordidata
- Anisodes spadix
- Anisodes spatara
- Anisodes spectabilis
- Anisodes spiculifer
- Anisodes spissata
- Anisodes spuria
- Anisodes stabilata
- Anisodes sticta
- Anisodes stigmatilinea
- Anisodes stollaria
- Anisodes stramineata
- Anisodes strictaria
- Anisodes stricticata
- Anisodes striginota
- Anisodes subaenescens
- Anisodes subalbescens
- Anisodes subapicata
- Anisodes subcarnearia
- Anisodes subcolorata
- Anisodes subdolaria
- Anisodes suberea
- Anisodes sublanuginosa
- Anisodes sublunata
- Anisodes subpallida
- Anisodes subrosea
- Anisodes subroseata
- Anisodes subrubrata
- Anisodes subsimilis
- Anisodes subviolescens
- Anisodes suffusaria
- Anisodes superflua
- Anisodes suspicaria
- Anisodes suspiciens
- Anisodes sylvia
- Anisodes syntona
- Anisodes sypharia
- Anisodes sypharioides
- Anisodes taiwana
- Anisodes taminata
- Anisodes temperata
- Anisodes tenera
- Anisodes tenuilinea
- Anisodes tenuis
- Anisodes terrens
- Anisodes tharossa
- Anisodes thermosaria
- Anisodes thesauri
- Anisodes thysanopoda
- Anisodes timotheus
- Anisodes tolinta
- Anisodes torsivena
- Anisodes transecta
- Anisodes transmuta
- Anisodes transversata
- Anisodes tribeles
- Anisodes tricrista
- Anisodes turneri
- Anisodes tychicus
- Anisodes urcearia
- Anisodes ustipennis
- Anisodes variospila
- Anisodes warreni
- Anisodes venusta
- Anisodes viator
- Anisodes victrix
- Anisodes vineotincta
- Anisodes vinotincta
- Anisodes violens
- Anisodes vuha
- Anisodes xenocometes
- Anisodes zeuctospila